# Verosvres
Verosvres é uma comuna francesa na região administrativa de Borgonha-Franco-Condado, no departamento Saône-et-Loire. Estende-se por uma área de 22,37 km². Em 2010 a comuna tinha 495 habitantes (densidade: 22,1 hab./km²).